# Гудіксвалль (комуна)
Комуна Гудіксвалль (швед. Hudiksvalls kommun) — адміністративно-територіальна одиниця місцевого самоврядування, що розташована в лені Євлеборг на узбережжі Ботнічної затоки.
Гудіксвалль 34-а за величиною території комуна Швеції. Адміністративний центр комуни — місто Гудіксвалль.

## Населення
Населення становить 36 760 чоловік (станом на вересень 2012 року). 
| Кількість населення комуни Гудіксвалль за 1970-2010 роки | Кількість населення комуни Гудіксвалль за 1970-2010 роки | Кількість населення комуни Гудіксвалль за 1970-2010 роки | Кількість населення комуни Гудіксвалль за 1970-2010 роки | Кількість населення комуни Гудіксвалль за 1970-2010 роки |
| -------------------------------------------------------- | -------------------------------------------------------- | -------------------------------------------------------- | -------------------------------------------------------- | -------------------------------------------------------- |
| Рік                                                      |                                                          |                                                          | Населення                                                |                                                          |
| 1970                                                     | 1970                                                     |                                                          | 36 282                                                   | 36 282                                                   |
| 1975                                                     | 1975                                                     |                                                          | 36 692                                                   | 36 692                                                   |
| 1980                                                     | 1980                                                     |                                                          | 37 538                                                   | 37 538                                                   |
| 1985                                                     | 1985                                                     |                                                          | 37 604                                                   | 37 604                                                   |
| 1990                                                     | 1990                                                     |                                                          | 38 328                                                   | 38 328                                                   |
| 1995                                                     | 1995                                                     |                                                          | 38 708                                                   | 38 708                                                   |
| 2000                                                     | 2000                                                     |                                                          | 37 454                                                   | 37 454                                                   |
| 2005                                                     | 2005                                                     |                                                          | 37 004                                                   | 37 004                                                   |
| 2010                                                     | 2010                                                     |                                                          | 36 849                                                   | 36 849                                                   |
| Джерело: SCB                                             |                                                          |                                                          |                                                          |                                                          |

## Населені пункти
Комуні підпорядковано 13 міських поселень (tätort) та низка сільських, більші з яких:
- Гудіксвалль (Hudiksvall)
- Іггесунд (Iggesund)
- Дельсбу (Delsbo)
- Енонгер (Enånger)
- Фріггесунд (Friggesund)
- Серфорса (Sörforsa)

## Міста побратими
Комуна підтримує побратимські контакти з такими муніципалітетами:
- Комуна Намсос, Норвегія
- Каске, Фінляндія
- Марібо, Данія

## Галерея

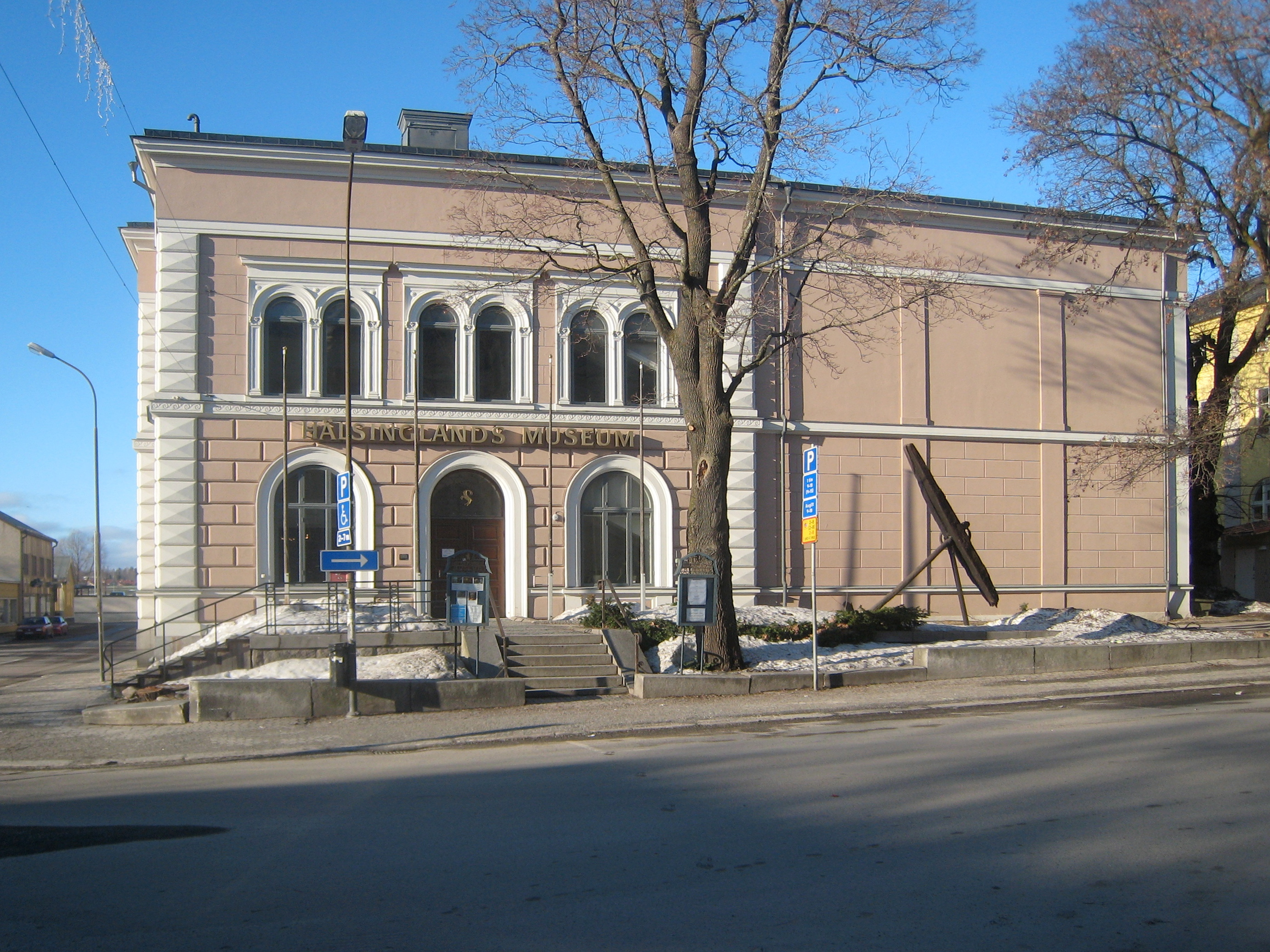
Музей (Гудіксвалль)
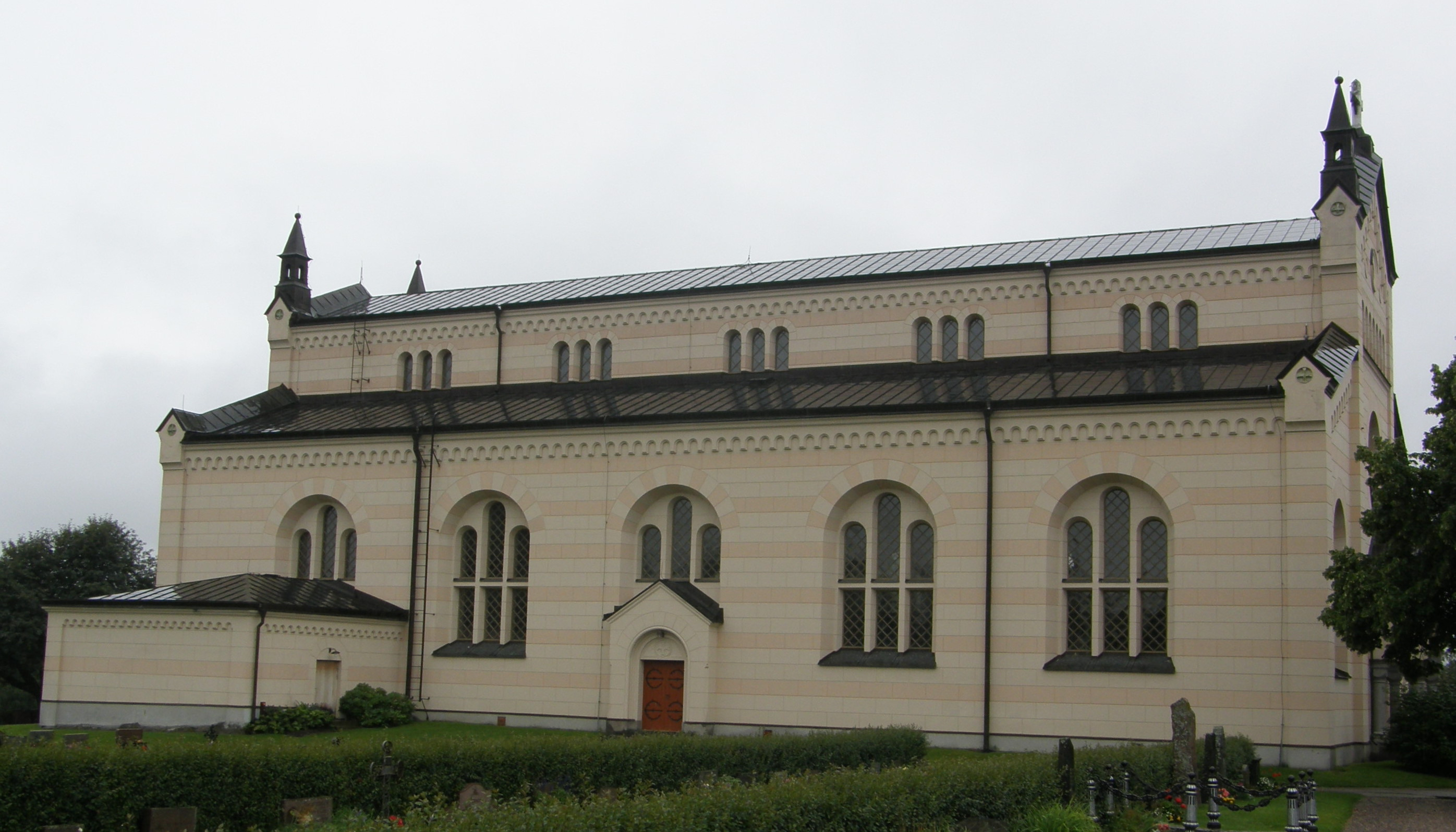
Церква (Дельсбу)
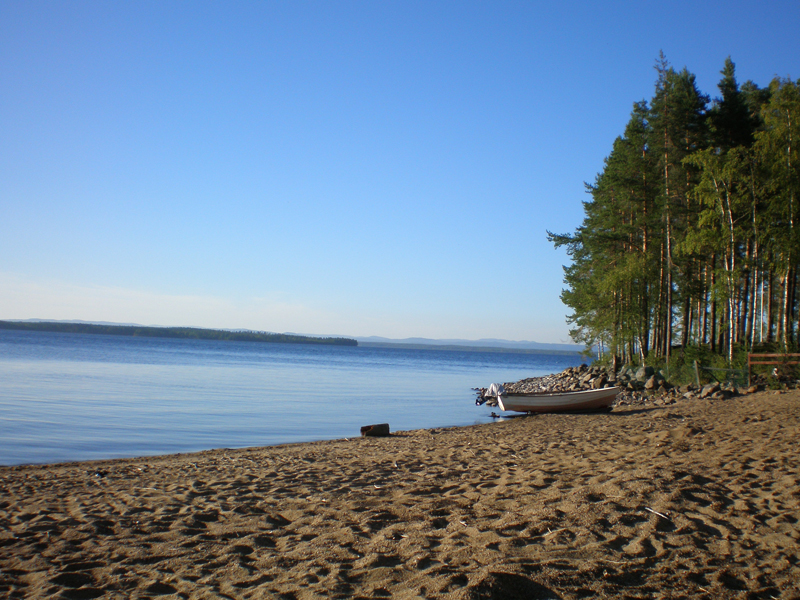
Пляж у Норра Саннес
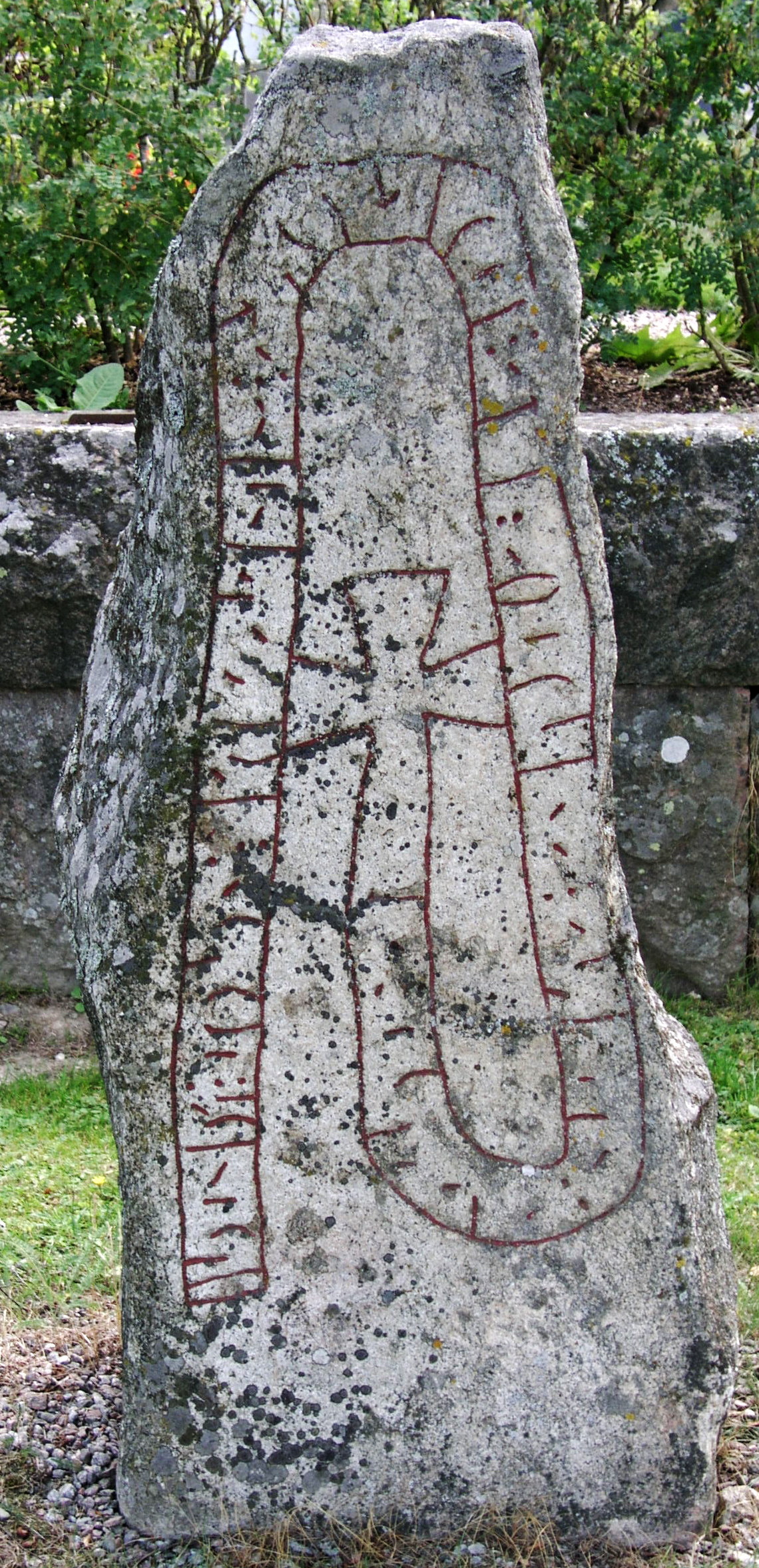
Рунічний камінь

## Виноски
1. ↑  https://www.hudiksvall.se/rest-api/graph-service/download%3FdocumentId%3D01BIVRHKHX2MTUVWOGTZH3PVL3S6KZBFDP%26currentPageId%3D4.26d12fbf15af1b0bb716bbb%26name%3D%25C3%2585rsredovisning%25202015%2520-%2520del%25201.pdf
2. ↑  https://hudiksvall.socialdemokraterna.se/lar-kanna-sven-ake-thoresen/
3. ↑  Folkmangd i riket, lan och kommuner (шв.) . Центральне бюро статистики Швеції. Архів оригіналу за 20 серпня 2013. Процитовано 1 лютого 2013.